# Le Crime des innocents
Pour plus de détails, voir Fiche technique et Distribution.
Le Crime des innocents est un téléfilm français de Roger Dallier réalisé en 1979, d’après la nouvelle Le square des innocents. 

## Fiche technique
- Réalisateur : Roger Dallier
- Scénario et  Dialogues : Roger Dallier d'après une adaptation posthume du roman de Jacques Viot Le Square des innocents
- Pays d'origine : France
- Genre : Film dramatique - musical
- Date de diffusion : 19 mai 1979 en France

## Distribution
- Les Petits Chanteurs à la Croix de Bois
- Anne Deleuze : Madeleine Macé
- Bruno Pradal : Jean Catulle
- Jacqueline Danno : Stella Diva
- Jean Péméja : Gatineau
- Georgette Anys : La Madelon
- Laurent Dumm : Martin, le boulanger
- Madeleine Damien : la grand-mère
- Georges Chelon : le peintre
- David Gabison : M. legrand, le fondé de pouvoir
- Liliane Sorval : Mme Gatineau
- Pippo Merisi : le pizzaïolo
- Fun-Sen : Phuong
- François Bouchet : Thiméon, le garagiste
- Liza Braconnier : Mme Thiméon
- André Badin : le coiffeur
- Jean-José Fleury : le directeur de la galerie
- Catherine Thérouenne : Mme Rousseau
- Raoul Guillet : le notaire
- René Lefèvre-Bel : l'orateur
- Jacqueline Jisseau : Mme Martin
- Eddy Sylvain : l'américain
- Jeanne Lorette : Mme Marceroux
- Max Desrau : le critique musical
- Jean Mourat : le secrétaire de la manécanterie
- Thierry Redler : soliste dans les ballets russes d'Irina